# Mini small outline package

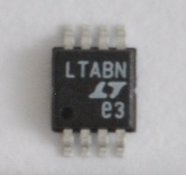
Een MSOP SMD IC-behuizing

De Mini small outline package (MSOP) is een kleine versie van de SSOP IC-behuizing.

## Toepassing
Een MSOP is geschikt voor toepassingen die 1 mm of minder hoogte vereist en wordt vaak gebruikt in analoge en operationele versterkers, controllers en drivers, logica, geheugen en RF/draadloze IC's, diskdrives, video/audio en consumentenelektronica.

## Fysieke eigenschappen
De afmeting van de Mini small outline package is slechts 3 mm × 3 mm voor de 8 en 10 pins versie en 3 mm × 4 mm voor de 12 en 16 pins versie. De kleine behuizing biedt een geringe afmeting, korte draden voor verbeterde elektrische verbindingen en een goede vochtbestendigheid. Sommige versies hebben een open vlak aan de onderkant. Dit open vlak wordt op de printplaat gesoldeerd om warmte van de behuizing naar de printplaat over te brengen.
| Type   | Pinnen | Breedte (mm) | Lengte (mm) | Pitch (mm) |
| ------ | ------ | ------------ | ----------- | ---------- |
| MSOP8  | 8      | 3            | 3           | 0,65       |
| MSOP10 | 10     | 3            | 3           | 0,5        |
| MSOP12 | 12     | 3            | 4           | 0,65       |
| MSOP16 | 16     | 3            | 4           | 0,5        |

## Synonymen voor de MSOP behuizing
- μMAX of micro max - Maxim naam voor de MSOP behuizing.[2][5]
- µMAX-EP or micro max exposed pad - Maxim naam for de msop behuizing met exposed pad.[2][5]
- MSE - Linear Technology naam voor de msop behuizing met exposed pad.[2]

## Vergelijkbare IC-behuizingen
- Shrink small outline package
- Thin shrink small outline package